# Seven de la República Masculino 2019
El Seven de la República Masculino de 2019 fue la trigésimo-sexta edición del torneo de rugby 7 de fin de temporada para uniones regionales afiliadas a la Unión Argentina de Rugby y la trigésima en ser organizada en la ciudad de Paraná, Entre Ríos. Se llevó a cabo el 7 y 8 de diciembre de 2019 en El Plumazo (cancha 1 y 3) y La Tortuguita (cancha 2), sedes del Club Atlético Estudiantes y Paraná Rowing Club, respectivamente.
Esta fue la primera temporada en que el Seven de la República Femenino no se realizó en conjunto con el torneo masculino desde su introducción en 2016. El torneo pasó disputarse una semana antes del torneo masculino y exclusivamente en las instalaciones del Paraná Rowing Club, además de introducir el Seven de la República Femenino Juvenil. Debido a esto, a partir de esta temporada este torneo pasaría a ser conocido también como el Seven de la República Masculino.
La Unión de Rugby de Tucumán ganó su segundo título al derrotar 12-8 en la final a Uruguay, en lo que fue la mejor participación de un equipo internacional en la historia del torneo. Los Naranjas 7s se impusieron a través de un try en la última jugada del partido tras ir perdiendo 7-8 por gran parte del segundo tiempo.
Una semana antes, las selecciones femeninas de la Unión de Rugby de Tucumán también se había coronado campeonas de los torneos femenino y juvenil, convirtiéndose en la primera unión en la historia del torneo en ganar el torneo masculino y femenino en una misma temporada y el único en ganar los tres torneos principales a la vez.

## Equipos participantes
Participaron del torneo veintiocho equipos: dieciséis en la Zona Campeonato y doce en la Zona Ascenso.
| División                   | Equipo              | Unión                                                |
| -------------------------- | ------------------- | ---------------------------------------------------- |
| Zona Campeonato 16 equipos | Buenos Aires        | Unión de Rugby de Buenos Aires                       |
| Zona Campeonato 16 equipos | Chile               | Federación Deportiva Nacional de Rugby               |
| Zona Campeonato 16 equipos | Córdoba             | Unión Cordobesa de Rugby                             |
| Zona Campeonato 16 equipos | Cuyo                | Unión de Rugby de Cuyo                               |
| Zona Campeonato 16 equipos | Entre Ríos          | Unión Entrerriana de Rugby                           |
| Zona Campeonato 16 equipos | Lagos del Sur       | Unión de Rugby de los Lagos del Sur                  |
| Zona Campeonato 16 equipos | Mar del Plata       | Unión de Rugby de Mar del Plata                      |
| Zona Campeonato 16 equipos | Misiones            | Unión de Rugby de Misiones                           |
| Zona Campeonato 16 equipos | Nordeste            | Unión de Rugby del Nordeste                          |
| Zona Campeonato 16 equipos | Rosario             | Unión de Rugby de Rosario                            |
| Zona Campeonato 16 equipos | Salta               | Unión de Rugby de Salta                              |
| Zona Campeonato 16 equipos | San Juan            | Unión Sanjuanina de Rugby                            |
| Zona Campeonato 16 equipos | Santa Fe            | Unión Santafesina de Rugby                           |
| Zona Campeonato 16 equipos | Santiago del Estero | Unión Santiagueña de Rugby                           |
| Zona Campeonato 16 equipos | Tucumán             | Unión de Rugby de Tucumán                            |
| Zona Campeonato 16 equipos | Uruguay             | Unión de Rugby del Uruguay                           |
| Zona Ascenso 12 equipos    | Alto Valle          | Unión de Rugby del Alto Valle de Río Negro y Neuquén |
| Zona Ascenso 12 equipos    | Andina              | Unión Andina de Rugby                                |
| Zona Ascenso 12 equipos    | Austral             | Unión de Rugby Austral                               |
| Zona Ascenso 12 equipos    | Chubut              | Unión de Rugby del Valle del Chubut                  |
| Zona Ascenso 12 equipos    | Entre Ríos B        | Unión Entrerriana de Rugby                           |
| Zona Ascenso 12 equipos    | Formosa             | Unión de Rugby de Formosa                            |
| Zona Ascenso 12 equipos    | Jujuy               | Unión Jujeña de Rugby                                |
| Zona Ascenso 12 equipos    | Oeste               | Unión de Rugby del Oeste de Buenos Aires             |
| Zona Ascenso 12 equipos    | Paraguay            | Unión de Rugby del Paraguay                          |
| Zona Ascenso 12 equipos    | San Luis            | Unión Santafesina de Rugby                           |
| Zona Ascenso 12 equipos    | Sur                 | Unión de Rugby del Sur                               |
| Zona Ascenso 12 equipos    | Tierra del Fuego    | Unión de Rugby de Tierra del Fuego                   |

Al igual que en la edición anterior, un segundo conjunto perteneciente a la unión anfitriona, Entre Ríos B, participó del torneo en reemplazo de la selección de Brasil.

## Formato
Los veintiocho equipos fueron divididos en dos categorías: Zona Campeonato (dieciséis equipos) y Zona Ascenso (doce equipos). Ambas zonas se dividieron en grupos que se resolvieron con el sistema de todos contra todos a una sola ronda; la victoria otorgando 2 puntos, el empate 1 y la derrota 0 puntos. Todos los grupos fueron organizados de acuerdo a la posición final que cada equipo obtuvo en la edición anterior.
Zona Campeonato
La Zona Campeonato estuvo compuesta por cuatro grupos de cuatro equipos cada uno. Una vez resueltos los grupos, todos los equipos clasificaron a llaves finales (disputadas a eliminación directa) dependiendo de su posición: los dos mejores equipos de cada grupo clasificaron a los cuartos de final de la Copas de Oro, mientras que los 3.° y 4.° clasificaron a los cuartos de final de la Copa de Bronce. 
Los equipos eliminados en cuartos de final de la Copa de Oro clasificaron a las semifinales de la Copa de Plata, mientras que los eliminados en cuartos de final de la Copa de Bronce clasificaron a las semifinales de Posicionamiento. El ganador de la Copa de Oro obtiene el título, mientras que el peor clasificado en la llave de Posicionamiento desciende a la Zona Ascenso de la siguiente temporada.
Zona Ascenso
La Zona Ascenso estuvo compuesta por cuatro grupos de tres equipos cada uno. Los dos mejores equipos de cada grupo clasificaron a los cuartos de final por el Ascenso. Por otro lado, los terceros clasificaron a un grupo final para determinar las últimas cuatro posiciones de la tabla (25.° al 28.°).
El ganador de esta llave es el campeón de la Zona Ascenso y asciende a la Zona Campeonato de la siguiente temporada.

## Zona Campeonato

### Zona 1
| Pos. | Equipos    | Partidos | Partidos | Partidos | Tantos | Tantos | Tantos | Pts. |
| Pos. | Equipos    | G        | E        | P        | PF     | PC     | DP     | Pts. |
| ---- | ---------- | -------- | -------- | -------- | ------ | ------ | ------ | ---- |
| 1.°  | Chile      | 2        | 1        | 0        | 65     | 43     | +22    | 5    |
| 2.°  | Córdoba    | 2        | 0        | 1        | 62     | 36     | +26    | 4    |
| 3.°  | Entre Ríos | 1        | 1        | 1        | 65     | 46     | +9     | 3    |
| 4.°  | Cuyo       | 0        | 0        | 3        | 31     | 98     | -67    | 0    |

|  | Clasifica a Copa de Oro.    |
|  | Clasifica a Copa de Bronce. |

| 7 de diciembre | Entre Ríos | 36 - 12 | Cuyo | CA Estudiantes, Paraná |  |
|                |            | Reporte |      |                        |  |

| 7 de diciembre | Córdoba | 14 - 17 | Chile | Paraná Rowing Club, Paraná |  |
|                |         | Reporte |       |                            |  |

| 7 de diciembre | Córdoba | 31 - 7  | Cuyo | Paraná Rowing Club, Paraná |  |
|                |         | Reporte |      |                            |  |

| 7 de diciembre | Entre Ríos | 17 - 17 | Chile | CA Estudiantes, Paraná |  |
|                |            | Reporte |       |                        |  |

| 7 de diciembre | Cuyo | 12 - 31 | Chile | CA Estudiantes, Paraná |  |
|                |      | Reporte |       |                        |  |

| 7 de diciembre | Córdoba | 17 - 12 | Entre Ríos | CA Estudiantes, Paraná |  |
|                |         | Reporte |            |                        |  |

### Zona 2
| Pos. | Equipos       | Partidos | Partidos | Partidos | Tantos | Tantos | Tantos | Pts. |
| Pos. | Equipos       | G        | E        | P        | PF     | PC     | DP     | Pts. |
| ---- | ------------- | -------- | -------- | -------- | ------ | ------ | ------ | ---- |
| 1.°  | Tucumán       | 3        | 0        | 0        | 103    | 17     | +86    | 6    |
| 2.°  | Uruguay       | 2        | 0        | 1        | 38     | 38     | +0     | 4    |
| 3.°  | Salta         | 1        | 0        | 2        | 58     | 50     | +8     | 2    |
| 4.°  | Lagos del Sur | 0        | 0        | 3        | 12     | 106    | -94    | 0    |

|  | Clasifica a Copa de Oro.    |
|  | Clasifica a Copa de Bronce. |

| 7 de diciembre | Tucumán | 41 - 5  | Lagos del Sur | CA Estudiantes, Paraná |  |
|                |         | Reporte |               |                        |  |

| 7 de diciembre | Uruguay | 14 - 5  | Salta | CA Estudiantes, Paraná |  |
|                |         | Reporte |       |                        |  |

| 7 de diciembre | Tucumán | 36 - 5  | Salta | CA Estudiantes, Paraná |  |
|                |         | Reporte |       |                        |  |

| 7 de diciembre | Uruguay | 17 - 7  | Lagos del Sur | CA Estudiantes, Paraná |  |
|                |         | Reporte |               |                        |  |

| 7 de diciembre | Tucumán | 26 - 7  | Uruguay | CA Estudiantes, Paraná |  |
|                |         | Reporte |         |                        |  |

| 7 de diciembre | Salta | 48 - 0  | Lagos del Sur | CA Estudiantes, Paraná |  |
|                |       | Reporte |               |                        |  |

### Zona 3
| Pos. | Equipos  | Partidos | Partidos | Partidos | Tantos | Tantos | Tantos | Pts. |
| Pos. | Equipos  | G        | E        | P        | PF     | PC     | DP     | Pts. |
| ---- | -------- | -------- | -------- | -------- | ------ | ------ | ------ | ---- |
| 1.°  | Rosario  | 3        | 0        | 0        | 76     | 50     | +26    | 6    |
| 2.°  | Santa Fe | 2        | 0        | 1        | 78     | 65     | +13    | 4    |
| 3.°  | San Juan | 1        | 0        | 2        | 55     | 66     | -11    | 2    |
| 4.°  | Misiones | 0        | 0        | 3        | 43     | 71     | -28    | 0    |

|  | Clasifica a Copa de Oro.    |
|  | Clasifica a Copa de Bronce. |

| 7 de diciembre | Rosario | 28 - 19 | San Juan | CA Estudiantes, Paraná |  |
|                |         | Reporte |          |                        |  |

| 7 de diciembre | Santa Fe | 35 - 17 | Misiones | Paraná Rowing Club, Paraná |  |
|                |          | Reporte |          |                            |  |

| 7 de diciembre | Rosario | 19 - 14 | Misiones | CA Estudiantes, Paraná |  |
|                |         | Reporte |          |                        |  |

| 7 de diciembre | Santa Fe | 26 - 19 | San Juan | Paraná Rowing Club, Paraná |  |
|                |          | Reporte |          |                            |  |

| 7 de diciembre | Rosario | 29 - 17 | Santa Fe | CA Estudiantes, Paraná |  |
|                |         | Reporte |          |                        |  |

| 7 de diciembre | Misiones | 12 - 17 | San Juan | CA Estudiantes, Paraná |  |
|                |          | Reporte |          |                        |  |

### Zona 4
| Pos. | Equipos         | Partidos | Partidos | Partidos | Tantos | Tantos | Tantos | Pts. |
| Pos. | Equipos         | G        | E        | P        | PF     | PC     | DP     | Pts. |
| ---- | --------------- | -------- | -------- | -------- | ------ | ------ | ------ | ---- |
| 1.°  | Buenos Aires    | 3        | 0        | 0        | 95     | 21     | +74    | 6    |
| 2.°  | Nordeste        | 1        | 1        | 1        | 67     | 48     | +19    | 3    |
| 3.°  | Sgo. del Estero | 1        | 0        | 2        | 47     | 105    | -58    | 2    |
| 4.°  | Mar del Plata   | 0        | 1        | 2        | 50     | 85     | -35    | 1    |

|  | Clasifica a Copa de Oro.    |
|  | Clasifica a Copa de Bronce. |

| 7 de diciembre | Nordeste | 19 - 19 | Mar del Plata | Paraná Rowing Club, Paraná |  |
|                |          | Reporte |               |                            |  |

| 7 de diciembre | Buenos Aires | 40 - 7  | Santiago del Estero | CA Estudiantes, Paraná |  |
|                |              | Reporte |                     |                        |  |

| 7 de diciembre | Nordeste | 41 - 12 | Santiago del Estero | Paraná Rowing Club, Paraná |  |
|                |          | Reporte |                     |                            |  |

| 7 de diciembre | Buenos Aires | 38 - 7  | Mar del Plata | CA Estudiantes, Paraná |  |
|                |              | Reporte |               |                        |  |

| 7 de diciembre | Nordeste | 7 - 17  | Buenos Aires | CA Estudiantes, Paraná |  |
|                |          | Reporte |              |                        |  |

| 7 de diciembre | Santiago del Estero | 28 - 24 | Mar del Plata | CA Estudiantes, Paraná |  |
|                |                     | Reporte |               |                        |  |

## Zona Ascenso

### Zona 5
| Pos. | Equipos          | Partidos | Partidos | Partidos | Tantos | Tantos | Tantos | Pts. |
| Pos. | Equipos          | G        | E        | P        | PF     | PC     | DP     | Pts. |
| ---- | ---------------- | -------- | -------- | -------- | ------ | ------ | ------ | ---- |
| 1.°  | Tierra del Fuego | 1        | 1        | 0        | 31     | 29     | +2     | 3    |
| 2.°  | Andina           | 1        | 0        | 1        | 36     | 26     | +10    | 2    |
| 3.°  | Austral          | 0        | 1        | 1        | 19     | 31     | -12    | 1    |

|  | Cuartos de final de Ascenso             |
|  | Grupo reubicación (25.° al 28.° puesto) |

| 7 de diciembre | Tierra del Fuego | 12 - 12 | Austral | CA Estudiantes, Paraná |  |
|                |                  | Reporte |         |                        |  |

| 7 de diciembre | Andina | 19 - 7  | Austral | CA Estudiantes, Paraná |  |
|                |        | Reporte |         |                        |  |

| 7 de diciembre | Tierra del Fuego | 19 - 17 | Andina | Paraná Rowing Club, Paraná |  |
|                |                  | Reporte |        |                            |  |

### Zona 6
| Pos. | Equipos      | Partidos | Partidos | Partidos | Tantos | Tantos | Tantos | Pts. |
| Pos. | Equipos      | G        | E        | P        | PF     | PC     | DP     | Pts. |
| ---- | ------------ | -------- | -------- | -------- | ------ | ------ | ------ | ---- |
| 1.°  | Alto Valle   | 2        | 0        | 0        | 55     | 12     | +43    | 4    |
| 2.°  | Oeste        | 1        | 0        | 1        | 24     | 43     | -19    | 2    |
| 3.°  | Entre Ríos B | 0        | 0        | 2        | 21     | 45     | -24    | 0    |

|  | Cuartos de final de Ascenso             |
|  | Grupo reubicación (25.° al 28.° puesto) |

| 7 de diciembre | Alto Valle | 26 - 7  | Entre Ríos B | CA Estudiantes, Paraná |  |
|                |            | Reporte |              |                        |  |

| 7 de diciembre | Oeste | 19 - 14 | Entre Ríos B | CA Estudiantes, Paraná |  |
|                |       | Reporte |              |                        |  |

| 7 de diciembre | Alto Valle | 29 - 5  | Oeste | CA Estudiantes, Paraná |  |
|                |            | Reporte |       |                        |  |

### Zona 7
| Pos. | Equipos  | Partidos | Partidos | Partidos | Tantos | Tantos | Tantos | Pts. |
| Pos. | Equipos  | G        | E        | P        | PF     | PC     | DP     | Pts. |
| ---- | -------- | -------- | -------- | -------- | ------ | ------ | ------ | ---- |
| 1.°  | Sur      | 2        | 0        | 0        | 50     | 5      | +45    | 4    |
| 2.°  | Chubut   | 1        | 0        | 1        | 41     | 17     | +24    | 2    |
| 3.°  | San Luis | 0        | 0        | 2        | 5      | 74     | -69    | 0    |

|  | Cuartos de final de Ascenso             |
|  | Grupo reubicación (25.° al 28.° puesto) |

| 7 de diciembre | Chubut | 36 - 5  | San Luis | Paraná Rowing Club, Paraná |  |
|                |        | Reporte |          |                            |  |

| 7 de diciembre | Sur | 38 - 0  | San Luis | Paraná Rowing Club, Paraná |  |
|                |     | Reporte |          |                            |  |

| 7 de diciembre | Chubut | 5 - 12  | Sur | Paraná Rowing Club, Paraná |  |
|                |        | Reporte |     |                            |  |

### Zona 8
| Pos. | Equipos  | Partidos | Partidos | Partidos | Tantos | Tantos | Tantos | Pts. |
| Pos. | Equipos  | G        | E        | P        | PF     | PC     | DP     | Pts. |
| ---- | -------- | -------- | -------- | -------- | ------ | ------ | ------ | ---- |
| 1.°  | Paraguay | 2        | 0        | 0        | 75     | 12     | +63    | 4    |
| 2.°  | Formosa  | 1        | 0        | 1        | 31     | 40     | -9     | 2    |
| 3.°  | Jujuy    | 0        | 0        | 2        | 0      | 54     | -54    | 0    |

|  | Cuartos de final de Ascenso             |
|  | Grupo reubicación (25.° al 28.° puesto) |

| 7 de diciembre | Formosa | 19 - 0  | Jujuy | CA Estudiantes, Paraná |  |
|                |         | Reporte |       |                        |  |

| 7 de diciembre | Paraguay | 35 - 0  | Jujuy | CA Estudiantes, Paraná |  |
|                |          | Reporte |       |                        |  |

| 7 de diciembre | Formosa | 12 - 40 | Paraguay | CA Estudiantes, Paraná |  |
|                |         | Reporte |          |                        |  |

## Fase final

### Copa de Oro
|  | Cuartos de final | Cuartos de final | Cuartos de final |         |          | Semifinales | Semifinales | Semifinales |  |         | Final Oro | Final Oro | Final Oro |  |
|  |                  |                  |                  |         |          |             |             |             |  |         |           |           |           |  |
|  |                  |                  |                  |         |          |             |             |             |  |         |           |           |           |  |
|  | Chile            | Chile            | 10               |         |          |             |             |             |  |         |           |           |           |  |
|  | Chile            | Chile            | 10               |         |          |             |             |             |  |         |           |           |           |  |
|  | Nordeste         | Nordeste         | 12               |         |          |             |             |             |  |         |           |           |           |  |
|  | Nordeste         | Nordeste         | 12               |         | Nordeste | Nordeste    | 5           |             |  |         |           |           |           |  |
|  |                  |                  |                  |         | Nordeste | Nordeste    | 5           |             |  |         |           |           |           |  |
|  |                  |                  | Uruguay          | Uruguay | 14       |             |             |             |  |         |           |           |           |  |
|  | Rosario          | Rosario          | Uruguay          | Uruguay | 14       | 7           |             |             |  |         |           |           |           |  |
|  | Rosario          | Rosario          |                  |         |          |             |             |             |  |         |           |           |           |  |
|  | Uruguay          | Uruguay          | 24               |         |          |             |             |             |  |         |           |           |           |  |
|  | Uruguay          | Uruguay          | 24               |         |          |             |             |             |  | Uruguay | Uruguay   | 8         |           |  |
|  |                  |                  |                  |         |          |             |             |             |  | Uruguay | Uruguay   | 8         |           |  |
|  |                  |                  | Tucumán          | Tucumán | 12       |             |             |             |  |         |           |           |           |  |
|  | Tucumán          | Tucumán          | Tucumán          | Tucumán | 12       | 24          |             |             |  |         |           |           |           |  |
|  | Tucumán          | Tucumán          |                  |         |          |             |             |             |  |         |           |           |           |  |
|  | Santa Fe         | Santa Fe         | 0                |         |          |             |             |             |  |         |           |           |           |  |
|  | Santa Fe         | Santa Fe         | 0                |         | Tucumán  | Tucumán     | 21          |             |  |         |           |           |           |  |
|  |                  |                  |                  |         | Tucumán  | Tucumán     | 21          |             |  |         |           |           |           |  |
|  |                  |                  | Córdoba          | Córdoba | 19       |             |             |             |  |         |           |           |           |  |
|  | Buenos Aires     | Buenos Aires     | Córdoba          | Córdoba | 19       | 17          |             |             |  |         |           |           |           |  |
|  | Buenos Aires     | Buenos Aires     |                  |         |          |             |             |             |  |         |           |           |           |  |
|  | Córdoba          | Córdoba          | 33               |         |          |             |             |             |  |         |           |           |           |  |
|  | Córdoba          | Córdoba          | 33               |         |          |             |             |             |  |         |           |           |           |  |
|  |                  |                  |                  |         |          |             |             |             |  |         |           |           |           |  |

#### Copa de Plata
|  | Semifinales  | Semifinales  | Semifinales  |              |         | Final Plata | Final Plata | Final Plata |  |
|  |              |              |              |              |         |             |             |             |  |
|  |              |              |              |              |         |             |             |             |  |
|  | Chile        | Chile        | 14           |              |         |             |             |             |  |
|  | Chile        | Chile        | 14           |              |         |             |             |             |  |
|  | Rosario      | Rosario      | 19           |              |         |             |             |             |  |
|  | Rosario      | Rosario      | 19           |              | Rosario | Rosario     | 12          |             |  |
|  |              |              |              |              | Rosario | Rosario     | 12          |             |  |
|  |              |              | Buenos Aires | Buenos Aires | 19      |             |             |             |  |
|  | Santa Fe     | Santa Fe     | Buenos Aires | Buenos Aires | 19      | 5           |             |             |  |
|  | Santa Fe     | Santa Fe     |              |              |         | 5           |             |             |  |
|  | Buenos Aires | Buenos Aires | 35           |              |         |             |             |             |  |
|  | Buenos Aires | Buenos Aires | 35           |              |         |             |             |             |  |
|  |              |              |              |              |         |             |             |             |  |

### Copa de Bronce
|  | Cuartos de final    | Cuartos de final    | Cuartos de final    |                     |               | Semifinales   | Semifinales | Semifinales |  |          | Final Bronce | Final Bronce | Final Bronce |  |
|  |                     |                     |                     |                     |               |               |             |             |  |          |              |              |              |  |
|  |                     |                     |                     |                     |               |               |             |             |  |          |              |              |              |  |
|  | Entre Ríos          | Entre Ríos          | 19                  |                     |               |               |             |             |  |          |              |              |              |  |
|  | Entre Ríos          | Entre Ríos          | 19                  |                     |               |               |             |             |  |          |              |              |              |  |
|  | Mar del Plata       | Mar del Plata       | 22                  |                     |               |               |             |             |  |          |              |              |              |  |
|  | Mar del Plata       | Mar del Plata       | 22                  |                     | Mar del Plata | Mar del Plata | 12          |             |  |          |              |              |              |  |
|  |                     |                     |                     |                     | Mar del Plata | Mar del Plata | 12          |             |  |          |              |              |              |  |
|  |                     |                     | San Juan            | San Juan            | 19            |               |             |             |  |          |              |              |              |  |
|  | San Juan            | San Juan            | San Juan            | San Juan            | 19            | 33            |             |             |  |          |              |              |              |  |
|  | San Juan            | San Juan            |                     |                     |               |               |             |             |  |          |              |              |              |  |
|  | Lagos del Sur       | Lagos del Sur       | 0                   |                     |               |               |             |             |  |          |              |              |              |  |
|  | Lagos del Sur       | Lagos del Sur       | 0                   |                     |               |               |             |             |  | San Juan | San Juan     | 12           |              |  |
|  |                     |                     |                     |                     |               |               |             |             |  | San Juan | San Juan     | 12           |              |  |
|  |                     |                     | Misiones            | Misiones            | 17            |               |             |             |  |          |              |              |              |  |
|  | Salta               | Salta               | Misiones            | Misiones            | 17            | 7             |             |             |  |          |              |              |              |  |
|  | Salta               | Salta               |                     |                     |               |               |             |             |  |          |              |              |              |  |
|  | Misiones            | Misiones            | 21                  |                     |               |               |             |             |  |          |              |              |              |  |
|  | Misiones            | Misiones            | 21                  |                     | Misiones      | Misiones      | 19          |             |  |          |              |              |              |  |
|  |                     |                     |                     |                     | Misiones      | Misiones      | 19          |             |  |          |              |              |              |  |
|  |                     |                     | Santiago del Estero | Santiago del Estero | 14            |               |             |             |  |          |              |              |              |  |
|  | Santiago del Estero | Santiago del Estero | Santiago del Estero | Santiago del Estero | 14            | 31            |             |             |  |          |              |              |              |  |
|  | Santiago del Estero | Santiago del Estero |                     |                     |               |               |             |             |  |          |              |              |              |  |
|  | Cuyo                | Cuyo                | 19                  |                     |               |               |             |             |  |          |              |              |              |  |
|  | Cuyo                | Cuyo                | 19                  |                     |               |               |             |             |  |          |              |              |              |  |
|  |                     |                     |                     |                     |               |               |             |             |  |          |              |              |              |  |

#### Posicionamiento
|  | Semifinales   | Semifinales   | Semifinales |      |            | Final 13.° puesto | Final 13.° puesto | Final 13.° puesto |  |
|  |               |               |             |      |            |                   |                   |                   |  |
|  |               |               |             |      |            |                   |                   |                   |  |
|  | Entre Ríos    | Entre Ríos    | 41          |      |            |                   |                   |                   |  |
|  | Entre Ríos    | Entre Ríos    | 41          |      |            |                   |                   |                   |  |
|  | Lagos del Sur | Lagos del Sur | 0           |      |            |                   |                   |                   |  |
|  | Lagos del Sur | Lagos del Sur | 0           |      | Entre Ríos | Entre Ríos        | 12                |                   |  |
|  |               |               |             |      | Entre Ríos | Entre Ríos        | 12                |                   |  |
|  |               |               | Cuyo        | Cuyo | 14         |                   |                   |                   |  |
|  | Salta         | Salta         | Cuyo        | Cuyo | 14         | 7                 |                   |                   |  |
|  | Salta         | Salta         |             |      |            | 7                 |                   |                   |  |
|  | Cuyo          | Cuyo          | 10          |      |            | Final Descenso    | Final Descenso    | Final Descenso    |  |
|  | Cuyo          | Cuyo          | 10          |      |            | Final Descenso    | Final Descenso    | Final Descenso    |  |
|  |               |               |             |      |            |                   |                   |                   |  |
|  |               |               |             |      |            | Lagos del Sur     | Lagos del Sur     | 7                 |  |
|  |               |               |             |      |            | Lagos del Sur     | Lagos del Sur     | 7                 |  |
|  |               |               |             |      |            | Salta             | Salta             | 5                 |  |
|  |               |               |             |      |            | Salta             | Salta             | 5                 |  |
|  |               |               |             |      |            |                   |                   |                   |  |

### Ascenso
|  | Cuartos de final | Cuartos de final | Cuartos de final |          |                  | Semifinales      | Semifinales | Semifinales |        |                   | Final Ascenso     | Final Ascenso     | Final Ascenso |  |
|  |                  |                  |                  |          |                  |                  |             |             |        |                   |                   |                   |               |  |
|  |                  |                  |                  |          |                  |                  |             |             |        |                   |                   |                   |               |  |
|  | Tierra del Fuego | Tierra del Fuego | 14               |          |                  |                  |             |             |        |                   |                   |                   |               |  |
|  | Tierra del Fuego | Tierra del Fuego | 14               |          |                  |                  |             |             |        |                   |                   |                   |               |  |
|  | Formosa          | Formosa          | 0                |          |                  |                  |             |             |        |                   |                   |                   |               |  |
|  | Formosa          | Formosa          | 0                |          | Tierra del Fuego | Tierra del Fuego | 29          |             |        |                   |                   |                   |               |  |
|  |                  |                  |                  |          | Tierra del Fuego | Tierra del Fuego | 29          |             |        |                   |                   |                   |               |  |
|  |                  |                  | Chubut           | Chubut   | 7                |                  |             |             |        |                   |                   |                   |               |  |
|  | Alto Valle       | Alto Valle       | Chubut           | Chubut   | 7                | 5                |             |             |        |                   |                   |                   |               |  |
|  | Alto Valle       | Alto Valle       |                  |          |                  |                  |             |             |        |                   |                   |                   |               |  |
|  | Chubut           | Chubut           | 17               |          |                  |                  |             |             |        |                   |                   |                   |               |  |
|  | Chubut           | Chubut           | 17               |          |                  |                  |             |             |        | Tierra del Fuego  | Tierra del Fuego  | 7                 |               |  |
|  |                  |                  |                  |          |                  |                  |             |             |        | Tierra del Fuego  | Tierra del Fuego  | 7                 |               |  |
|  |                  |                  | Sur              | Sur      | 12               |                  |             |             |        |                   |                   |                   |               |  |
|  | Sur              | Sur              | Sur              | Sur      | 12               | 28               |             |             |        |                   |                   |                   |               |  |
|  | Sur              | Sur              |                  |          |                  |                  |             |             |        |                   |                   |                   |               |  |
|  | Oeste            | Oeste            | 17               |          |                  |                  |             |             |        |                   |                   |                   |               |  |
|  | Oeste            | Oeste            | 17               |          | Sur              | Sur              | 22          |             |        | Final 19.° puesto | Final 19.° puesto | Final 19.° puesto |               |  |
|  |                  |                  |                  |          | Sur              | Sur              | 22          |             |        | Final 19.° puesto | Final 19.° puesto | Final 19.° puesto |               |  |
|  |                  |                  | Paraguay         | Paraguay | 12               |                  |             |             |        |                   |                   |                   |               |  |
|  | Paraguay         | Paraguay         | Paraguay         | Paraguay | 12               | 40               |             |             | Chubut | Chubut            | 12                |                   |               |  |
|  | Paraguay         | Paraguay         |                  |          |                  |                  |             |             | Chubut | Chubut            | 12                |                   |               |  |
|  | Andina           | Andina           | 5                |          |                  |                  |             |             |        |                   | Paraguay          | Paraguay          | 19            |  |
|  | Andina           | Andina           | 5                |          |                  |                  |             |             |        |                   | Paraguay          | Paraguay          | 19            |  |
|  |                  |                  |                  |          |                  |                  |             |             |        |                   |                   |                   |               |  |

#### Reubicación Ascenso (21.° al 24.° puesto)
|  | Semifinales | Semifinales | Semifinales |       |            | Final 21.° puesto | Final 21.° puesto | Final 21.° puesto |  |
|  |             |             |             |       |            |                   |                   |                   |  |
|  |             |             |             |       |            |                   |                   |                   |  |
|  | Formosa     | Formosa     | 19          |       |            |                   |                   |                   |  |
|  | Formosa     | Formosa     | 19          |       |            |                   |                   |                   |  |
|  | Alto Valle  | Alto Valle  | 24          |       |            |                   |                   |                   |  |
|  | Alto Valle  | Alto Valle  | 24          |       | Alto Valle | Alto Valle        | 22                |                   |  |
|  |             |             |             |       | Alto Valle | Alto Valle        | 22                |                   |  |
|  |             |             | Oeste       | Oeste | 5          |                   |                   |                   |  |
|  | Oeste       | Oeste       | Oeste       | Oeste | 5          | 19                |                   |                   |  |
|  | Oeste       | Oeste       |             |       |            | 19                |                   |                   |  |
|  | Andina      | Andina      | 15          |       |            | Final 23.° puesto | Final 23.° puesto | Final 23.° puesto |  |
|  | Andina      | Andina      | 15          |       |            | Final 23.° puesto | Final 23.° puesto | Final 23.° puesto |  |
|  |             |             |             |       |            |                   |                   |                   |  |
|  |             |             |             |       |            | Formosa           | Formosa           | 7                 |  |
|  |             |             |             |       |            | Formosa           | Formosa           | 7                 |  |
|  |             |             |             |       |            | Andina            | Andina            | 38                |  |
|  |             |             |             |       |            | Andina            | Andina            | 38                |  |
|  |             |             |             |       |            |                   |                   |                   |  |

### Reubicación Ascenso (25.° al 28.° puesto)
| Pos  | Equipos      | Partidos | Partidos | Partidos | Tantos | Tantos | Tantos | Pts |
| Pos  | Equipos      | G        | E        | P        | PF     | PC     | DP     | Pts |
| ---- | ------------ | -------- | -------- | -------- | ------ | ------ | ------ | --- |
| 25.° | Austral      | 3        | 0        | 0        | 89     | 19     | +70    | 6   |
| 26.° | Entre Ríos B | 2        | 0        | 1        | 64     | 41     | +23    | 4   |
| 27.° | San Luis     | 1        | 0        | 2        | 47     | 64     | -17    | 2   |
| 28.° | Jujuy        | 0        | 0        | 3        | 36     | 112    | -76    | 0   |

| 8 de diciembre | Austral | 29 - 12 | Jujuy | CA Estudiantes, Paraná |  |
|                |         | Reporte |       |                        |  |

| 8 de diciembre | Entre Ríos B | 14 - 7  | San Luis | Paraná Rowing Club, Paraná |  |
|                |              | Reporte |          |                            |  |

| 8 de diciembre | Austral | 31 - 7  | San Luis | CA Estudiantes, Paraná |  |
|                |         | Reporte |          |                        |  |

| 8 de diciembre | Entre Ríos B | 50 - 5  | Jujuy | Paraná Rowing Club, Paraná |  |
|                |              | Reporte |       |                            |  |

| 8 de diciembre | Austral | 29 - 0  | Entre Ríos B | Paraná Rowing Club, Paraná |  |
|                |         | Reporte |              |                            |  |

| 8 de diciembre | San Luis | 33 - 19 | Jujuy | Paraná Rowing Club, Paraná |  |
|                |          | Reporte |       |                            |  |

## Tabla de posiciones
Las posiciones finales al terminar el campeonato:
| 1.°  | Tucumán          | 6 | 0 | 0 | 160 | 44  | +116 |
| 2.°  | Uruguay          | 4 | 0 | 2 | 84  | 62  | +12  |
| 3.°  | Córdoba          | 3 | 0 | 2 | 114 | 74  | +40  |
| 4.°  | Nordeste         | 2 | 1 | 2 | 84  | 72  | +12  |
| 5.°  | Buenos Aires     | 5 | 0 | 1 | 166 | 71  | +95  |
| 6.°  | Rosario          | 4 | 0 | 2 | 114 | 107 | +7   |
| 7.°  | Chile            | 2 | 1 | 2 | 89  | 74  | +15  |
| 8.°  | Santa Fe         | 2 | 0 | 3 | 83  | 124 | -41  |
| 9.°  | Misiones         | 3 | 0 | 3 | 100 | 104 | -4   |
| 10.° | San Juan         | 3 | 0 | 3 | 119 | 95  | +24  |
| 11.° | Sgo. del Estero  | 2 | 0 | 3 | 92  | 143 | -51  |
| 12.° | Mar del Plata    | 1 | 1 | 3 | 84  | 123 | -39  |
| 13.° | Cuyo             | 2 | 0 | 4 | 74  | 148 | -74  |
| 14.° | Entre Ríos       | 2 | 1 | 3 | 137 | 82  | +55  |
| 15.° | Lagos del Sur    | 1 | 0 | 5 | 19  | 185 | -166 |
| 16.° | Salta            | 1 | 0 | 5 | 77  | 88  | -11  |
| 17.° | Sur              | 5 | 0 | 0 | 112 | 41  | +71  |
| 18.° | Tierra del Fuego | 3 | 1 | 1 | 81  | 48  | +33  |
| 19.° | Paraguay         | 4 | 0 | 1 | 146 | 51  | +95  |
| 20.° | Chubut           | 2 | 0 | 3 | 77  | 70  | +7   |
| 21.° | Alto Valle       | 4 | 0 | 1 | 106 | 53  | +53  |
| 22.° | Oeste            | 2 | 0 | 3 | 65  | 108 | -43  |
| 23.° | Andina           | 2 | 0 | 3 | 94  | 92  | +2   |
| 24.° | Formosa          | 1 | 0 | 4 | 57  | 116 | -59  |
| 25.° | Austral          | 3 | 1 | 1 | 108 | 50  | +58  |
| 26.° | Entre Ríos B     | 2 | 0 | 3 | 85  | 86  | -1   |
| 26.° | San Luis         | 1 | 0 | 4 | 52  | 138 | -86  |
| 28.° | Jujuy            | 0 | 0 | 5 | 36  | 166 | -130 |

|  | Campeón Copa de Oro.                                  |
|  | Campeón Copa de Plata.                                |
|  | Campeón Copa de Bronce.                               |
|  | Ganador Posicionamiento.                              |
|  | Desciende a Zona Ascenso.                             |
|  | Asciende a Zona Campeonato de la siguiente temporada. |

| Bandera de la Provincia de Tucumán |
| Tucumán Campeón                    |
| Segundo título                     |